# 노가미역
노가미역(일본어: 野上駅, のがみえき)은 일본 사이타마현 지치부군 나가토로정에 있는 지치부 철도 지치부 본선의 역이다.

## 역 구조
혼합식 승강장 2면 3선의 지상역으로 업무 위탁역이다(관리역: 요리이역).
역무원 근무 시간은 평일은 7:00 ~ 21:00, 주말은 7:30 ~ 19:00이다.
1989년 이후, 세이부 철도에서 직통 전철이 오하나바타케 역에서 당역까지 운행되었다. 당역 회차는 구내 배선 등의 사정에 따른 것이었지만, 행선지 표시 등은 관광객에 대한 알기 쉬움을 고려하여 "나가토로, 노가미" 행으로 안내된 것이다.

### 승강장
| 1 | ■ 지치부 선 | 요리이・구마가야・교다시・하뉴 방면 |
| 2 | ■ 지치부 선 | 나가토로・지치부・미쓰미네구치 방면 |

## 역 주변
나가토로 정은 1971년 정명 변경까지 노카미 정이었고, 본 역 주변이 도시 중심이었다.
- 나가토로 정사무소
- 나가토로 정립 나가토로 중학교
- 나가토로 우체국
- 국도 제140호선
- 사이타마 현도 202호 노가미 정차장선
- 아라카와강
  - 다카사고 다리

## 역사
- 1911년 9월 14일: 혼노가미역으로 영업 개시.
- 1929년 12월 16일: 역명을 '노가미역으로 변경.

## 인접역
| 지치부 철도 ■ 지치부 본선 | 지치부 철도 ■ 지치부 본선 | 지치부 철도 ■ 지치부 본선  |
| ------------------------- | ------------------------- | -------------------------- |
| 히구치 하뉴 방면          | 보통                      | 나가토로 미쓰미네구치 방면 |